# سولاروسا
سولاروسا، (بالإنجليزية: Solarussa)‏، هي بلدية، في مقاطعة أوريستانو، في إقليم سردينيا الإيطالي، وتقع على بعد حوالي 115 كم (71 ميل) شمال غرب كالياري، وحوالي 14 كم (9 ميل) شمال شرق أوريستانو. اعتبارا من 31 ديسمبر 2004 ، كان عدد سكانها 2,496 وتبلغ مساحتها 31.9 كيلومتر مربع (12.3 ميل مربع).

## السكان
في سنة 1861 بلغ عدد السكان 1٬974 نسمة، وتطور العدد ليصل في سنة 2011 لـ 2٬467 نسمة.
يظهر هذا المخطط البياني تطور النمو السكاني لـ سولاروسا